# Panorpa shibatai
Panorpa shibatai är en näbbsländeart som beskrevs av Syuti Issiki 1929. Panorpa shibatai ingår i släktet Panorpa och familjen skorpionsländor. Inga underarter finns listade i Catalogue of Life.